# 1 Мамир (Келеський район)
1 Мами́р (каз. 1 Мамыр) — село у складі Келеського району Туркестанської області Казахстану. Входить до складу Кошкаратинського сільського округу.
До 2021 року село називалось Перше Мая.
Населення — 2308 осіб (2021; 2786 у 2009, 2537 у 1999, 2747 у 1989).